# 特罗谢尔
特罗谢尔（法語：Trochères，法語發音：[tʁɔʃɛʁ]）是法国科多尔省的一个市镇，属于第戎区。

## 地理
特罗谢尔（47°20'40"N, 5°18'21"E）面积5.1 平方千米，位于法国勃艮第-弗朗什-孔泰大區科多尔省，该省份为法国中东部省份，北起奥布省，西接涅夫勒省和约讷省，南至索恩-卢瓦尔省，东南接汝拉省，东临上索恩省，东北部与上马恩省接壤。
与特罗谢尔接壤的市镇（或旧市镇、城区）包括：屈斯雷、埃特沃、贝勒讷沃、班日、马朗德伊。

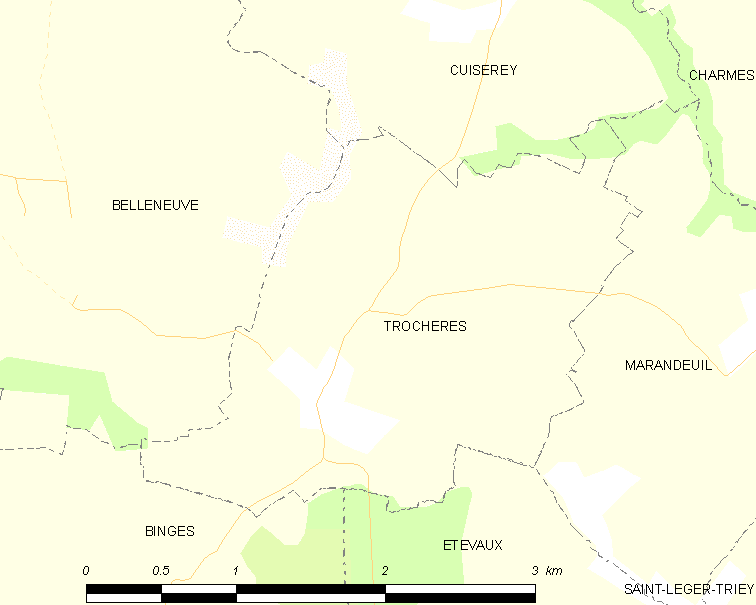
特罗谢尔的OSM定位图

特罗谢尔的时区为UTC+01:00、UTC+02:00（夏令时）。

## 行政
特罗谢尔的邮政编码为21310，INSEE市镇编码为21644。

## 政治
特罗谢尔所属的省级选区为圣阿波利奈尔县。

## 人口

1962-2008年间特罗谢尔人口变化图示

特罗谢尔于2022年1月1日时的人口数量为167人。